# Colobaspis flavonigra
Colobaspis flavonigra es una especie de coleóptero de la familia Megalopodidae.

## Distribución geográfica
Habita en el Tíbet.